# Augustyna Pena Rodríguez
Agustina (Anunciación) Peña Rodríguez (ur. 23 marca 1900 w Ruanales, zm. 5 grudnia 1936) – hiszpańska zakonnica, męczennica i błogosławiona Kościoła katolickiego.

## Życiorys
Anunciación Peña Rodríguez 14 grudnia 1924 roku wstąpiła do Zgromadzenia Służebnic Maryi (Siervas de María, Ministras de los enfermos), a rok później 4 lipca 1925 roku otrzymała habit. W zakonie otrzymała imię Augustyna (Agustina). 25 lipca 1927 roku złożyła śluby zakonne, a 5 lipca 1933 roku śluby wieczyste.
Zginęła w czasie wojny domowej w Hiszpanii.
Beatyfikowana przez papieża Franciszka 13 października 2013 roku w grupie 522 męczenników.